# Губарев, Виктор Кимович
Виктор Кимович Губарев (род. 21 ноября 1956, Северодонецк) — украинский писатель, публицист и историк. Автор ряда энциклопедий, научных, научно-популярных и художественных книг по истории морского пиратства.

## Биография и творчество
Родился 21 ноября 1956 года в городе Северодонецке Луганской области УССР, в семье Губарева Кима Макаровича (1925—2016) и Зубановой Нины Алексеевны (1932—2008). В 1966 году семья будущего писателя и историка переехала на Западную Украину, в город Ровно, а три года спустя — в город Мелитополь Запорожской области, где Виктор Губарев в 1974 году окончил среднюю школу.
Ещё за два года до окончания школы увлёкся пиратской тематикой, чему в немалой степени способствовали прочитанные им мемуары Александра Оливье Эксквемелина «Пираты Америки» (впервые опубликованные на русском языке издательством «Мысль» в 1968 году), книга «История морского пиратства» Яцека Маховского (издана издательством «Наука» в 1970 году) и приключенческий роман Рафаэля Сабатини «Одиссея капитана Блада» (1922). Это увлечение определило дальнейший жизненный путь В. К. Губарева.
Летом 1974 года подал документы на исторический факультет в Донецкий государственный университет, однако, сдав экзамены на «хорошо» и «отлично», все же не прошел по конкурсу. Не желая отказываться от поставленной цели, устроился старшим препаратором в Донецкое педагогическое училище, а позже лаборантом в Донецкий политехнический институт. Всё это время он усердно готовился к экзаменам, и на следующий год повторил попытку, которая увенчалась успехом.
Уже будучи студентом ДонГУ, стал писать очерки и статьи для периодических печатных изданий. Во время практик и каникул, на протяжении всего периода учёбы, принимал участие во всевозможных археологических экспедициях, проводившихся под патронажем ВУЗа (в частности, в село Городное Краснокутского района Харьковской области; в село Обильное Донецкой области; в село Лихачёвка Полтавской области и др). После окончания первого курса вместе с друзьями — Игорем Козловским и Николаем Саханем — совершил двухнедельный пеший поход по Донецкой, Запорожской и Крымской областям. Руководил Студенческим научным обществом (СНО) исторического факультета и СТЭМом при ДонГУ, писал для театра сценарии и юморески. Участвовал в студенческих научных конференциях в Иваново, Саратове, Даугавпилсе (Латвия) и Харькове.
В 1980 году под руководством профессора М. А. Молдавской успешно защитил в Донецком государственном университете дипломную работу об особенностях английской морской и колониальной экспансии в Вест-Индии в эпоху королевы Елизаветы I Тюдор.
После окончания университета работал учителем истории в донецкой средней школе № 9, откуда в ноябре 1980 году был призван на службу в Вооруженные Силы Советского Союза. Служил на должностях рядового и сержантского состава, прошел курсы подготовки офицеров запаса.
После увольнения в запас из ВС СССР В. К. Губарев вернулся в Донецк, где некоторое время преподавал историю в СШ № 1; начиная с 1983 года, В. К. Губарев — ассистент, ст. преподаватель, а затем доцент кафедры истории и права в Донецком национальном техническом университете. В середине 1980-х годов, в свободное от работы время, был диск-жокеем, руководил дискотекой «Причуда» в ДК им. М. Горького на Ветке.
В 1987 году В. К. Губарев успешно защитил кандидатскую диссертацию на тему «Морской разбой и его роль в колониальной экспансии европейских держав в Вест-Индии в XVII веке» в Саратовском государственном университете (РСФСР). Научным руководителем диссертации был известный советский медиевист профессор С. М. Стам, а официальными оппонентами — профессора М. М. Яброва и Ю. Е. Ивонин.
Является автором учебных пособий и справочников по всемирной истории и всемирной географии, по истории, топонимике и географии Украины, а также юмористических и сатирических рассказов, песен, сценариев и афоризмов. Его труды публиковались в научных сборниках «Наукові праці Донецького національного технічного університету» (серія «Гуманітарні науки»), «Средневековый город» (Саратов), «Французский ежегодник» (Москва), «Медицина в художественных образах» (Донецк), «Вісник Харківського національного університету імені В. Н. Каразіна» (серія «Історія»). Научные и научно-популярные статьи, очерки, а также юморески и афоризмы В. К. Губарева можно найти в журналах «Морской флот», «Авантюрист», «Клио», «Анналы», «Непоседа», «Наука. Релігія. Суспільство», «Территория любви», «Фонтан», «Вокруг света», «Морская война», «Вопросы истории», «Новая и новейшая история» и газетах «Вечерний Донецк», «Комсомолец Донбасса», «Літературна Україна» и др.
В 1990-х годах В. К. Губарев был соучредителем и главным редактором газеты «Пилигрим», в которой неоднократно печатался. Тогда же вёл передачу «Капитаны удачи» на Донецком областном телевидении, был автором научно-популярного фильма «Викинги» (студия «Негоциант-TV», Донецк).
С 2003 по 2010 год являлся руководителем историко-культурологического Пиратского клуба «Тортуга» при донецком Центре «Дискавери». До 2014 года был редактором издания «Научные труды Донецкого национального технического университета» (серия «Гуманитарные науки») и кафедрального журнала «Исторический вестник».
В 2008 году московские издательства «Яуза» и «Эксмо» выпустили в свет два приключенческих романа Виктора Губарева — «Ямайский флибустьер» и «Череп на флаге» (в серии «Пираты Карибского моря»). В основу сюжета «Ямайского флибустьера» были положены похождения одного из самых одиозных карибских пиратов — капитана Рока Бразильца (роман переиздан московским издательством «Вече» осенью 2011 года). Во втором романе — «Череп на флаге» — действие происходит в Гвинейском заливе в начале XVIII века. Прототипом одного из главных героев романа — капитана Билла Брэдли — стал знаменитый английский пират Хоуэлл Дэвис. При написании этого романа писатель использовал мемуары работорговца Уильяма Снэлгрейва, побывавшего в плену у пиратов Гвинейского залива, и другие редкие документы колониальной эпохи. В августе 2011 года роман «Череп на флаге» был переиздан издательством «Вече» в серии «Время героев».
В 2009 году издательства «Яуза» и «Эксмо» выпустили большую научно-популярную книгу Виктора Губарева «Пираты Карибского моря: Жизнь знаменитых капитанов», в которой автор собрал огромный фактический материал о жизни и пиратских приключениях самых знаменитых морских разбойников Вест-Индии XVI—XVIII веков. Книга, написанная на основе многочисленных английских, французских, испанских и голландских источников и снабженная старинными гравюрами, рисунками и картами, очень быстро стала библиографической редкостью.
В начале 2011 года московское издательство «Вече» в серии «Морская летопись» выпустило очередную книгу В. К. Губарева — «Пираты острова Тортуга», посвященную истории крупнейшей базы флибустьеров Америки. Читатели впервые получили возможность узнать подробности из истории Тортуги — острова, открытого Христофором Колумбом в 1492 году, а затем долгое время служившего убежищем для английских и французских пиратов Карибского моря.
В конце мая — начале июня того же года в популярной серии «100 великих» издательством «Вече» был издан справочник Виктора Губарева «100 великих пиратов». В ней автору удалось собрать и систематизировать биографии самых знаменитых пиратов, корсаров, флибустьеров и рейдеров, действовавших на всех «семи морях» со времен античности до середины XIX века. В августе серия «Морская летопись» пополнилась ещё одной книгой В. К. Губарева — «Флибустьеры Ямайки: эпоха „великих походов“». В книге описана деятельность флибустьеров, базировавшихся в Порт-Ройяле — «морской столице» Ямайки, прозванной «Пиратским Вавилоном».
В начале мая того же года в Москве вышла книга Виктора Губарева «Лихое братство Тортуги и Ямайки» (М.: Вече, 2012), в которой в популярной форме рассказано о боевом искусстве флибустьеров, промышлявших в акваториях Вест-Индии, Тихого океана и Гвинейского залива в 50-90-х годах XVII века. Опираясь на богатый документальный материал, автор подробно описал оружие, корабли и состав команд флибустьеров, а также исследовал особенности морских и сухопутных операций «вольных добытчиков».
В марте 2013 года российским издательством «Молодая гвардия» в серии «Жизнь замечательных людей» издана книга В. К. Губарева «Фрэнсис Дрейк» о жизни и деятельности знаменитого английского корсара и флотоводца, первого английского кругосветного мореплавателя. Тогда же издательством донецкого Центра «Дискавери» был выпущен в свет первый сборник афоризмов Виктора Губарева — «Азбука афоризмов, или Не всё то золото, что молчит…». В сборник вошли более 1000 лаконизмов, максим и каламбуров, написанных в период с конца 1970-х годов по январь 2013 года. В том же году избран в состав редколлегии научного альманаха «Метаморфозы истории» (г. Псков, Россия).
Одна из последних работ В. К. Губарева — книга «Генри Морган», посвященная жизни и деятельности самого знаменитого пирата Карибского моря, возведенного английским королём в рыцари и назначенного вице-губернатором острова Ямайка. Книга была выпущена в свет издательством «Молодая гвардия» в сентябре 2014 года (серия «Жизнь замечательных людей»).
Весной 2015 года В. К. Губарев прочитал спецкурс «Пираты: стереотипы массового сознания и исторические реалии» для студентов-историков Гуманитарного факультета Украинского католического университета (г. Львов). Там же во время осеннего семестра был прочитан спецкурс «Колониальная экспансия, морская война и пиратство в раннемодерный период (XVI-XVIII вв.)».
Осенью 2015 года издательством «Горизонт» изданы электронные книги Виктора Губарева «Пиратские одиссеи Франсуа Олоне» и «Фортуна Джона Коксона». Следом за ними, в 2016 году, были изданы электронные книги «Удачи капитана Граммона» и «Экспедиция сэра Фрэнсиса Дрейка в Вест-Индию в 1585-1586 годах».
В 2016 году издательством «Ридеро» (г. Екатеринбург) выпущена в свет электронная книга Виктора Губарева «Чизофрения: Афоризмы, каламбуры, стёб», содержащая полторы тысячи лаконизмов, написанных за период со второй половины 1970-х годов до осени 2016 года. Одновременно в харьковском издательстве «Фолио» вышла очередная научно-популярная книга писателя по истории морского разбоя — «Загадки истории. Пираты». В нее вошли наиболее резонансные события из биографий таких знаменитых «морских мушкетеров», как Фрэнсис Дрейк, Генри Морган, Жан-Батист Дюкасс, Уильям Кидд и Джон Пол Джонс.
В начале 2017 года были изданы книги В. К. Губарева «Рейды коммодора Мингса» и «Тортуга: История старейшей пиратской базы Карибского моря (1492-1694 гг.)».

## Избранная библиография
- Первая английская колония в Вест-Индии // Вопросы истории. — 1980. — № 5. — С. 186—188.
- Буканьеры // Новая и новейшая история. — 1985. — № 1. — С. 205—209.
- Бертран д’Ожерон и колониальная политика Франции в Вест-Индии (60—70-е годы XVII в.) // Французский ежегодник. — 1983. — М.: Наука, 1985. — С. 215—226.
- За кулисами «панамской акции» (1670—1671 гг.) // Вопросы истории. — 1987. — № 11. — С. 184—188.
- Морской Робин Гуд // Морской флот. — 1990. — № 2. — С. 51—52.
- «Звёздный час» Пита Хейна // Морской флот. — 1990. — № 11. — С. 43—45.
- Под парусами «Кассандры» // Морской флот. — 1991. — № 8. — С. 48—50.
- Колонизация Сен-Кристофера (эпизод из истории французского проникновения в Вест-Индию) // Средневековый город. — Вып. 10. — Саратов: Изд-во СГУ, 1991. — С. 155—163.
- Драгут Реис — гроза Средиземноморья // Непоседа. — Харьков, 2001. — № 2. — С. 43—47.
- Роль Нидерландской Вест-Индской компании в сокрушении торгово-колониального могущества Испании в 1621—1648 гг. // Наукові праці Донецького національного технічного університету. Серія «Гуманітарні науки». Вип. 30. — Донецк: ДонНТУ, 2001. — С. 44—48.
- Неофициальная война: особенности англо-испанского колониального соперничества в Вест-Индии в 1660—1671 гг. // Наукові праці Донецького національного технічного університету. Серія «Гуманітарні науки». Вип. 57. — Донецьк: ДНТУ, 2002. — С. 40—50.
- История Украины: Конспект лекций для студентов и преподавателей. — Донецк: БАО, 2004.
- Флибустьерский кодекс: образ жизни и обычаи пиратов Карибского моря (60—90-е годы XVII в.) // Наука. Релігія. Суспільство. — Донецк, 2005. — № 3. — С. 39—49.
- Компания острова Провиденс и англо-испанское соперничество в Вест-Индии в 1630—1644 гг. // Наукові праці Донецького національного технічного університету. Серія «Гуманітарні науки». Вип. 86. — Донецьк: ДонНТУ, 2005. — С. 73—80.
- Санкционирование и инвестирование корсарского промысла в Вест-Индии (первая половина XVII в.) // Наука. Релігія. Суспільство. — Донецьк, 2006. — № 1. — С. 17—29.
- Морской разбой в Вест-Индии как источник первоначального накопления капитала (1621—1697 гг.) // Наука. Релігія. Суспільство. — Донецьк, 2006. — № 2. — С. 21—30.
- Деятельность шевалье де Фонтенэ в контексте франко-испанской колониальной борьбы за Америку (50-е годы XVII в.) // Наукові праці Донецького національного технічного університету. Серія: Гуманітарні науки. Випуск 4 (115). — Донецьк: ДонНТУ, 2006. — С. 66—73.
- Тортуга — цитадель флибустьеров (1630—1692 гг.). Архивировано 6 декабря 2012 года.
- Тайны географических названий. — М.: АСТ; Донецк: Сталкер, 2006.
- Всемирная история: Справочник школьника и студента. — Ростов-на-Дону: Феникс, 2007.
- География мира: Справочник школьника и студента. — Ростов-на-Дону: Феникс, 2007.
- Все страны мира. Универсальный географический справочник. — Донецк: БАО, 2008.
- Братство Весёлого Роджера // Вокруг света. — 2008. — № 10. — С. 100—116.
- Ямайский флибустьер. — М.: Эксмо, Яуза, 2008. — 320 с. — (Пираты Карибского моря). — 4000 экз. — ISBN 978-5-699-27237-2. (2-е издание: М.: Вече, 2011).
- Череп на флаге. — М.: Эксмо, Яуза, 2008 (роман в серии «Пираты Карибского моря»); 2-е издание: М.: Вече, 2011.
- Приватир Его Величества // Морская война. — 2009. — № 2. — С. 2—5.
- Под Весёлым Роджером // Морская война. — 2009. — № 4 (6). — С. 2—9.
- Загадка А. О. Эксквемелина, врача и пирата // Медицина в художніх образах: Статті. Вип. 7. Укладач і голов. ред. К. В. Заблоцька. — Донецьк: Донецький мед. ун-т, Норд-прес, 2009. — С. 93—101.
- Пираты Багамских островов (1670—1718 гг.) // Наука. Релігія. Суспільство. — Донецьк, 2009. — № 3. — С. 28—35.
- Бой в Сан-Хуан-де-Улуа // Морская война. — 2009. — № 6 (8). — С. 2—9.
- Пираты Карибского моря: Жизнь знаменитых капитанов. — М.: Эксмо, Яуза, 2009. — 416 с.: ил. — (Большая пиратская энциклопедия). — ISBN 978-5-699-32076-9.
- Рейдерские операции К. Мингса в Вест-Индии в конце 50 — начале 60-х годов XVII в. // Історичний вісник. Зб. наук. праць. Вип. 1. — Донецьк: ДонНТУ, 2010. — С. 93—104.
- Испанский набег на Тортугу в 1635 году // Морская война. — 2010. — № 1. — С. 2—5.
- Пираты острова Тортуга. — М.: Вече, 2011. — 400 с. — (Морская летопись). — 4000 экз. — ISBN 978-5-9533-4566-8.
- 100 великих пиратов. — М.: Вече, 2011. — 432 с. — (100 великих). — 7000 экз. — ISBN 978-5-9533-5774-6.
- Флибустьеры Ямайки: эпоха «великих походов». — М.: Вече, 2011. — 400 с. — (Морская летопись). — 3000 экз. — ISBN 978-5-9533-5773-9.
- Лихое братство Тортуги и Ямайки. — М.: Вече, 2012. — 368 с. — (Морская летопись). — 2500 экз. — ISBN 978-5-9533-6245-0.
- Фрэнсис Дрейк. — М.: Молодая гвардия, 2013. — 400 с. — (Жизнь замечательных людей). — 5000 экз. — ISBN 978-5-235-03612-3.
- Азбука афоризмов, или Не всё то золото, что молчит…. — Донецк: «Світ книги», ДООО Центр «Дискавери», 2013.
- Генри Морган. — М.: Молодая гвардия, 2014. — 304 с. — (Жизнь замечательных людей). — 3000 экз. — ISBN 978-5-235-03737-3.
- Пиратские одиссеи Франсуа Олоне. — М.: Горизонт, 2015. — (Пираты, корсары, флибустьеры). — ISBN 978-5-9907045-5-8.
- Фортуна Джона Коксона. — М.: Горизонт, 2015. — (Пираты, корсары, флибустьеры). — ISBN 978-5-9907215-5-5.
- Удачи капитана Граммона. — М.: Горизонт, 2016. — 90 с. — (Пираты, корсары, флибустьеры). — ISBN 978-5-9907590-4-6.
- Экспедиция сэра Фрэнсиса Дрейка в Вест-Индию в 1585—1586 годах. — М.: Горизонт, 2016. — (Пираты, корсары, флибустьеры). — ISBN 978-5-906858-11-5.
- Проблема легализации флибустьерского промысла в Вест-Индии в период колониальных войн XVII в. // Псковский военно-исторический вестник. Научный альманах. Вып. 1. — Псков, 2015. — С. 85—91.
- Чизофрения: Афоризмы, каламбуры, стёб. — Екатеринбург: Издательские решения, 2016.
- Загадки истории. Пираты. — Харьков: Фолио, 2016.
- Рейды коммодора Мингса. — Екатеринбург: Издательские решения, 2017.
- Тортуга: История старейшей пиратской базы Карибского моря (1492—1694 гг.). — Екатеринбург: Издательские решения, 2017.
- Капитан Кидд: Реальная история легендарного пирата. — Екатеринбург: Издательские решения, 2017.
- Знаменитые пираты мира. — М.: Вече, 2017.
- Полный список работ В. К. Губарева. Архивировано 6 декабря 2012 года.